# Shaker

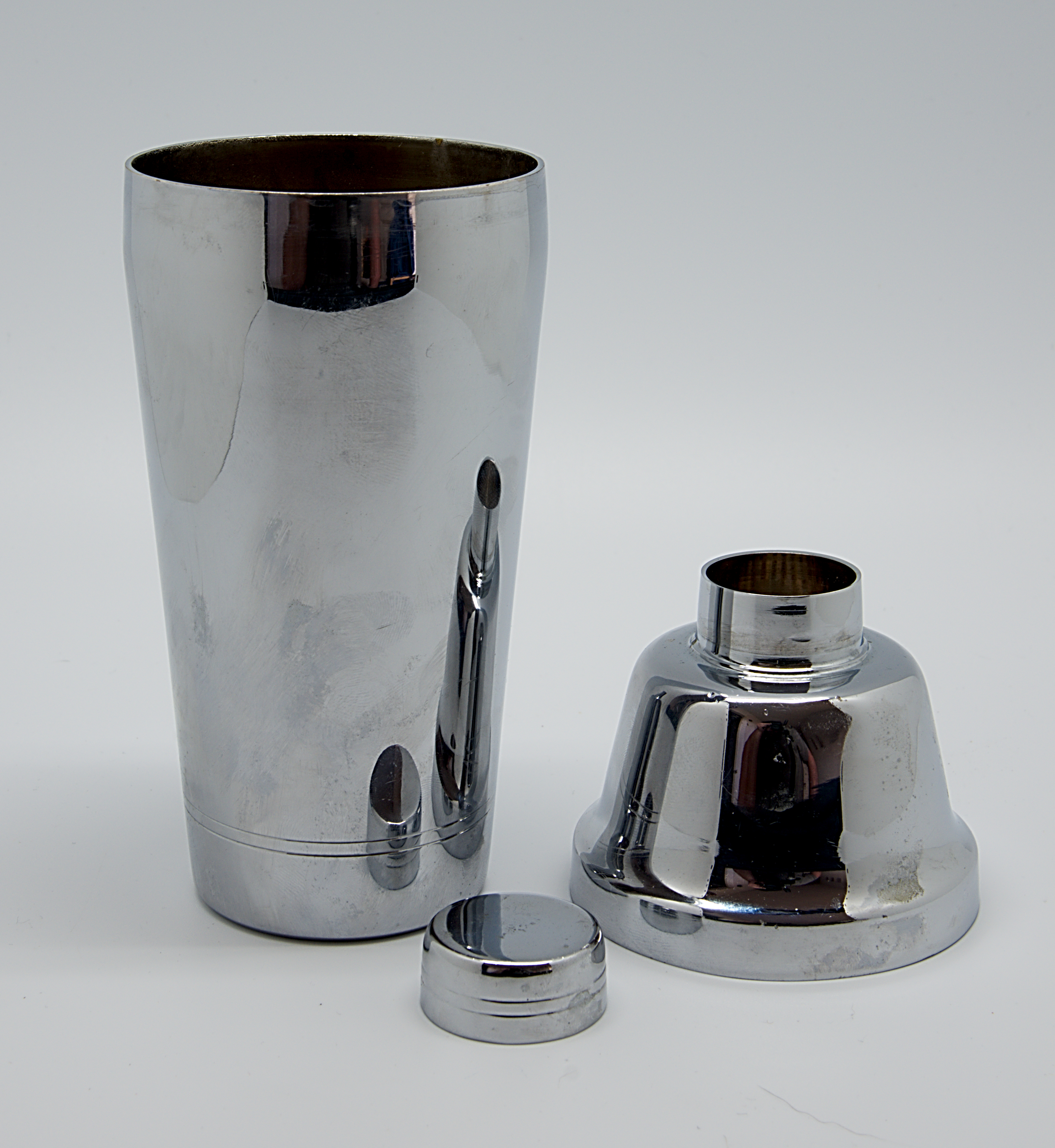
Un Cobbler shaker diviso nelle sue tre parti.

Lo shaker (o cocktail shaker; in italiano sbattighiaccio, scuotitoio) è uno strumento utilizzato per miscelare gli ingredienti nella preparazione di cocktail attraverso lo scuotimento (dall'inglese to shake, scuotere) dello strumento stesso.
Un cocktail shakerato si ottiene inserendo gli ingredienti desiderati (tipicamente succhi di frutta, sciroppi, liquori e ghiaccio, ma anche uova, latte, caffè o panna) all'interno dello shaker ed agitandolo energicamente per un tempo variabile dai 5 ai 20 secondi. I cocktail che devono essere limpidi non vanno shakerati in quanto l'uso dello shaker fa sì che il drink risultante sia torbido.

## Storia
Lo shaker ha un'antica tradizione: agli inizi del 1871, William Hernett presentò all'ufficio brevetti di New York richiesta di licenza per la fabbricazione di uno strumento da utilizzare per miscelare le bevande. Al Franklin D. Roosevelt Presidential Library and Museum di Londra è conservato quello in argento che Roosevelt allora presidente degli Stati Uniti d'America usò per prepararsi il primo Martini dopo la fine del proibizionismo.

## Tipi di shaker

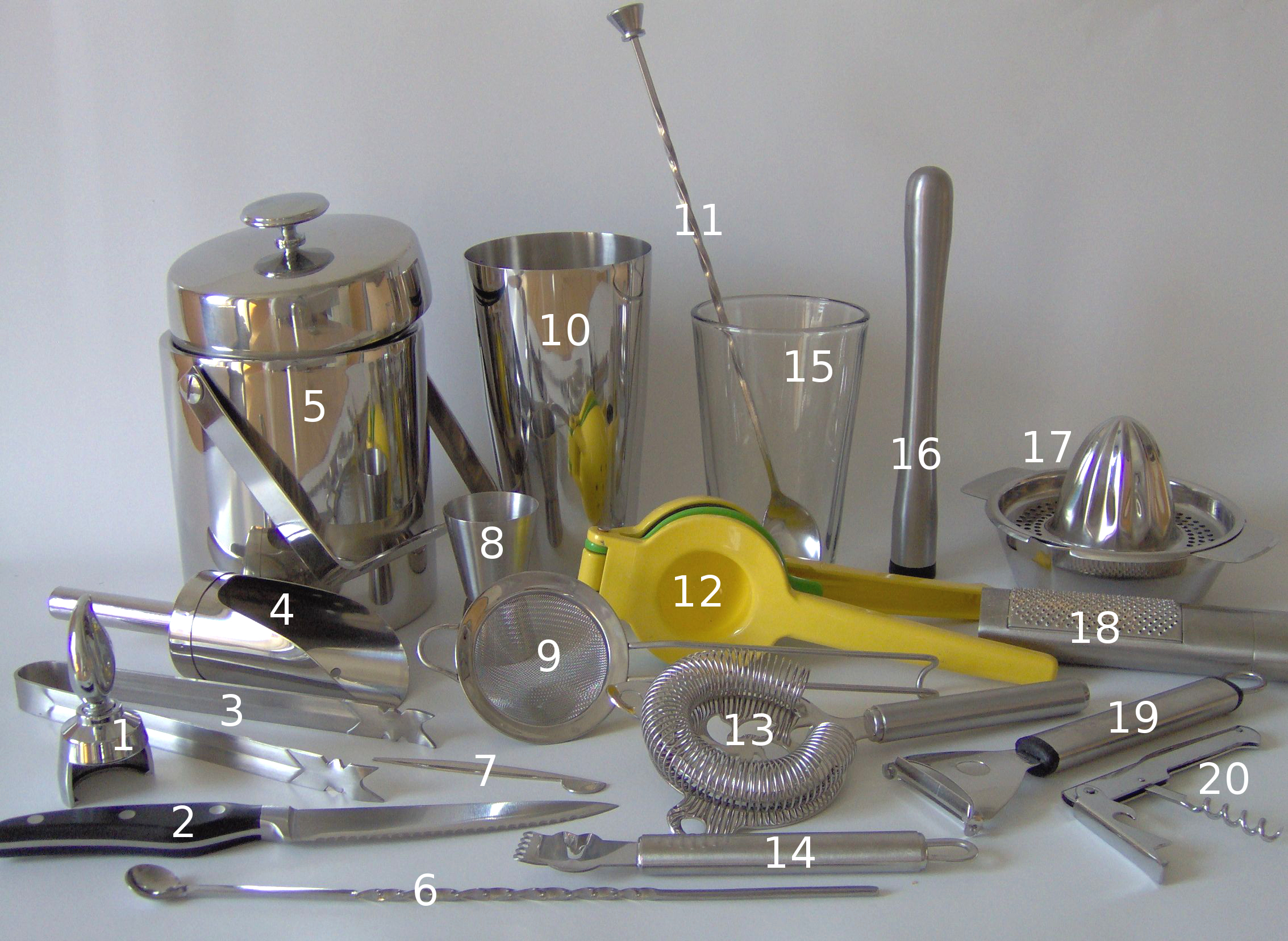
Le due parti di un Boston shaker (assieme ad altri attrezzi per baristi): la parte inferiore in metallo indicata con il numero 10 - il bicchiere di vetro superiore con il numero 15.

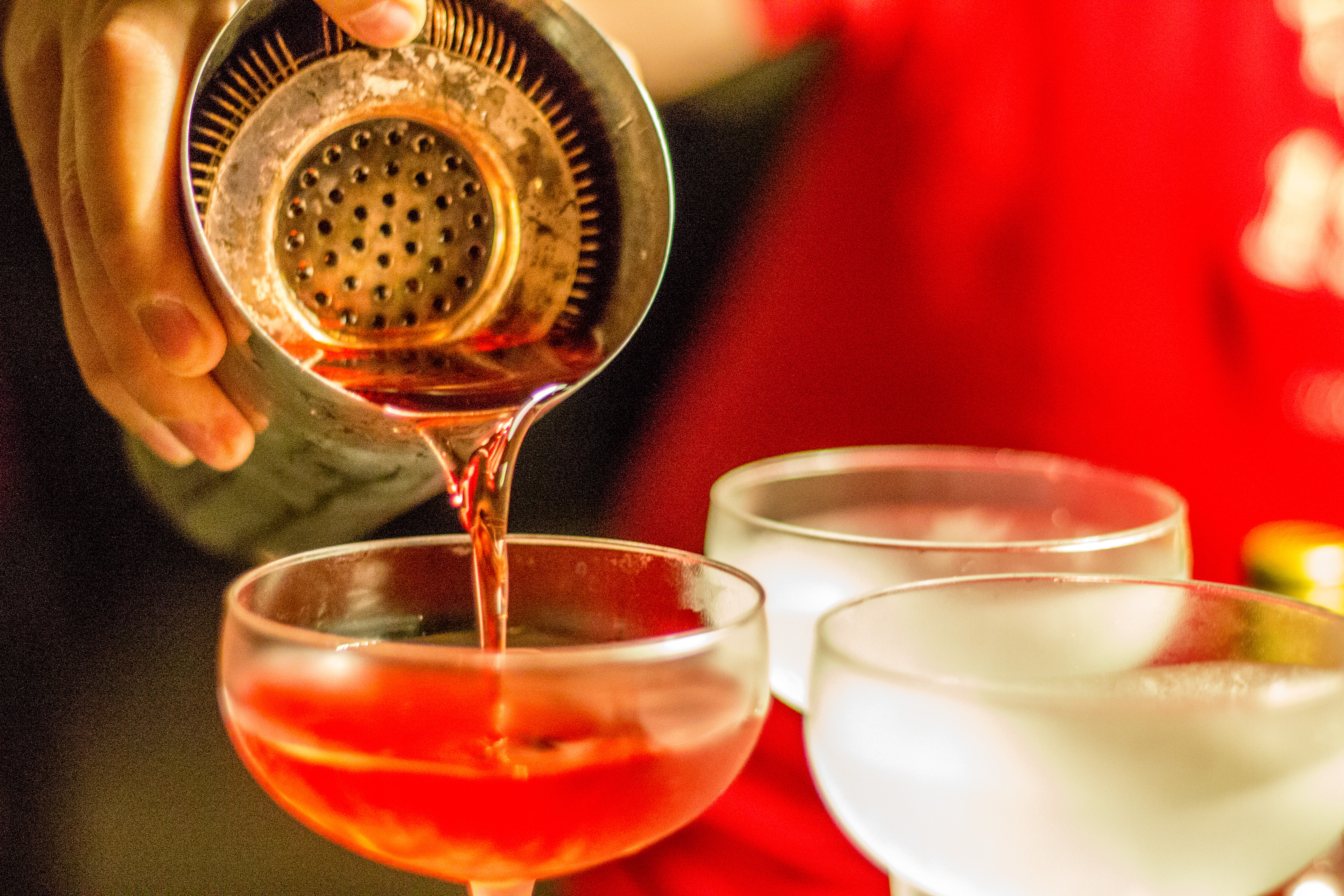
Un Boston shaker mentre viene utilizzato versando attraverso uno strainer.

### Boston shaker
Il Boston shaker viene detto anche americano (dall'omonima città americana). È costituito da due parti, una inferiore costituita da un bicchiere di metallo chiamato “tin” (solitamente acciaio inox, ma anche alluminio) ed una superiore costituita da un ulteriore bicchiere di vetro o plastica dal bordo di circonferenza minore. La parte superiore è quella dove vengono introdotti gli ingredienti. I due bicchieri poi vengono incastrati al livello delle rispettive aperture per procedere all'agitazione; il cocktail così ottenuto viene quindi versato nel bicchiere dalla parte metallica.
Nel caso venga utilizzato anche ghiaccio tritato come ingrediente, prima di versare è necessario porre sopra la parte metallica un apposito colino anch'esso metallico detto strainer. Più alto rispetto al cobbler shaker, viene privilegiato per la maggior capacità (può contenere infatti il necessario per 4 cocktail alla volta) e per la maggior immediatezza nell'utilizzo.

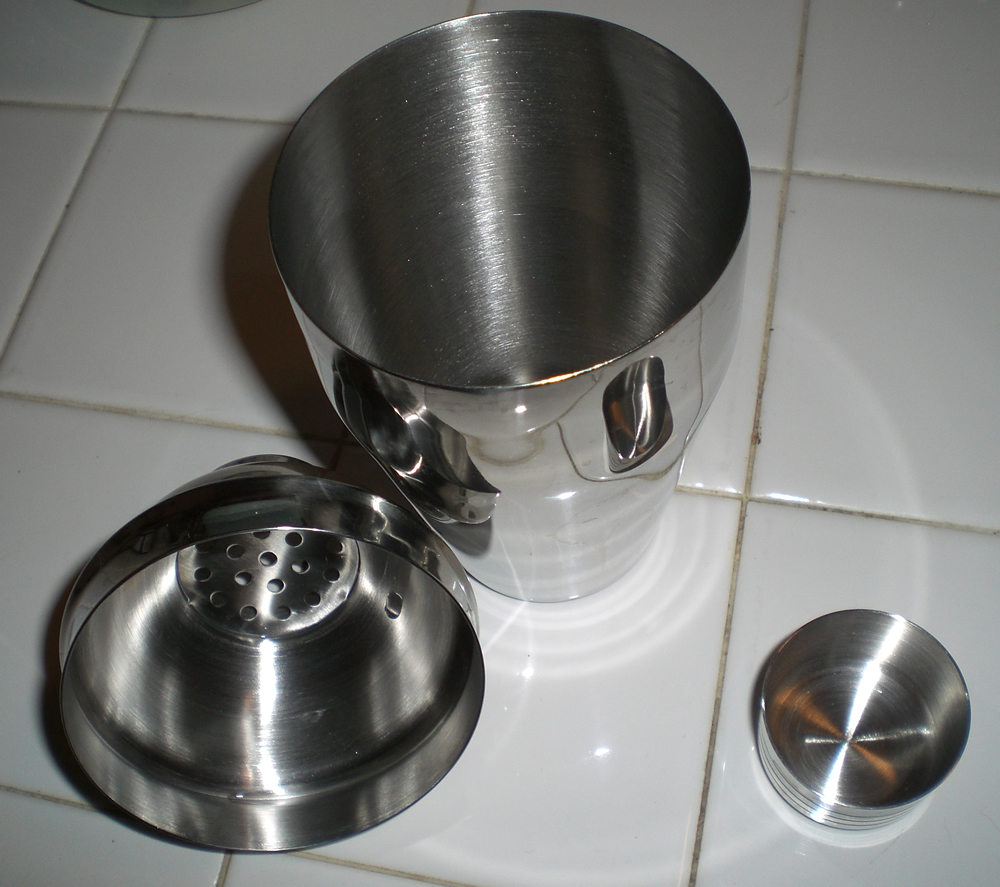
Un Cobbler shaker diviso nelle sue tre parti.

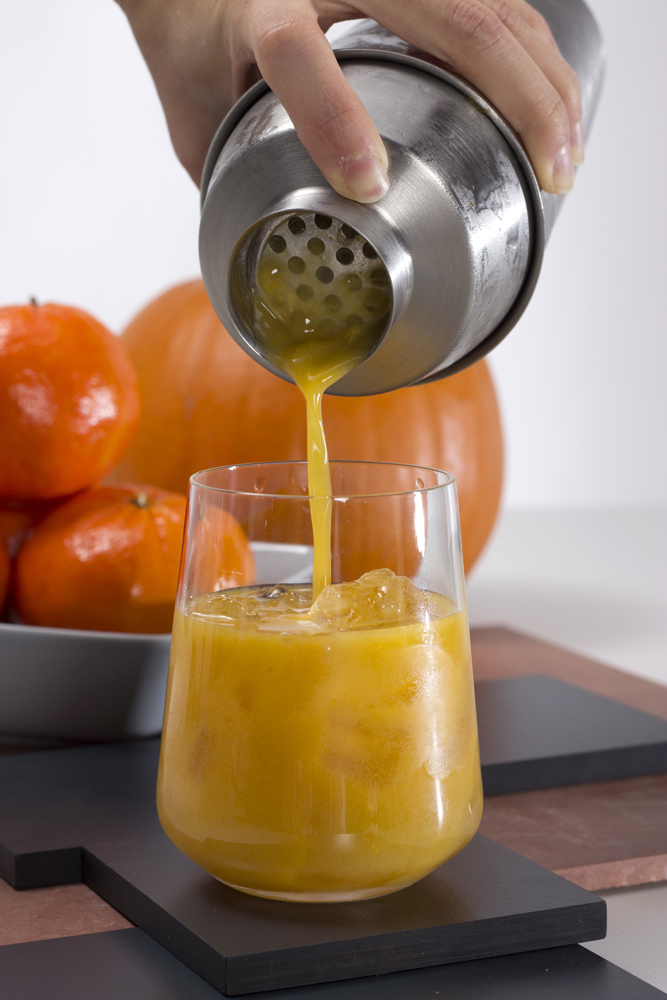
Un Cobbler shaker mentre viene utilizzato versando attraverso il filtro della cupola.

### Cobbler shaker
Il cobbler shaker viene detto anche tradizionale o continentale. È composto da tre parti: una parte inferiore (di acciaio, vetro o plastica) che funge da contenitore ove vengono inseriti gli ingredienti, una prima parte superiore costituita da un tappo traforato che serve da filtro, chiamato anche cupola, ed una seconda parte superiore che rappresenta il coperchio, chiamato anche cappello, da porre sopra il filtro.
Il coperchio può essere utilizzato anche come dosatore degli ingredienti liquidi. Le tre parti devono essere perfettamente incastrate fra loro in modo da evitare fuoriuscite di liquido durante lo scuotimento. Il cocktail va versato semplicemente aprendo il coperchio, l'azione di colino è assicurata dall'apposita cupola: non è quindi necessario l'utilizzo di uno strainer.

### Parisienne shaker
È il meno diffuso dei tre, probabilmente per la mancanza di spettacolarità nello shakeraggio rispetto al Boston e per l'assenza del filtro rispetto al Cobbler. È formato da due parti, un contenitore inferiore (metallo, vetro o plastica) ed una superiore costituita da un coperchio (metallo o plastica). Il cocktail viene versato dalla parte inferiore con l'eventuale uso di uno strainer. Esiste una sottospecie dello shaker francese denominata Bullet shaker (dall'inglese bullet, proiettile) caratterizzato dalla tipica forma a proiettile o siluro.

### Japanese Shaker
Una sottovariante del Cobbler shaker, mantiene le stesse caratteristiche ma con una capienza che permette di preparare un singolo cocktail alla volta.

## Utilizzo

### Preparazione
Importante è raffreddare il bicchiere di servizio, che nei cocktail agitati è spesso una coppetta da cocktail.
Si riempie il tin più grande di ghiaccio. Nei cocktail che contengono ingredienti emulsionanti (come latte, panna, albume pastorizzato, albume pastorizzato in polvere o emulsionanti artificiali), si consiglia di utilizzare una quantità moderata di ghiaccio, generalmente 4–5 cubetti, per facilitare l’emulsione. In assenza di tali ingredienti, il tin può essere riempito fino a metà della sua capienza.

### Impugnatura
Maggiore rilevanza va data al modo di impugnare lo shaker che, per un fattore estetico, deve essere elegante, disinvolto e nello stesso tempo funzionale. Dopo aver versato gli ingredienti, lo shaker va chiuso e reso ermetico anche attraverso un leggero colpo sulla parte superiore. L'impugnatura si effettua per mezzo dei polpastrelli delle dita facendo attenzione di esercitare una forza concentrica affinché le due parti dello shaker rimangano costantemente unite. Non bisogna shakerare dal basso verso l'alto o in senso rotatorio: si farebbe uno sforzo fisico superiore e senza ottenere l'omogeneità desiderata.
Lo shaker va usato in posizione orizzontale, con la parte in vetro rivolta a se stessi, ad altezza petto-spalla, agitando vigorosamente con ampi movimenti del braccio, fino a che non si percepisce lo shaker come "ghiacciato". Il barman deve essere rivolto frontalmente verso il cliente evitando di dirigere lo shaker nella sua direzione.
Dopo aver shakerato gli ingredienti raccolti nel contenitore insieme con il ghiaccio, si rimuove il coperchio e si filtra il contenuto attraverso il tappo forato per trattenere eventuali pezzetti rimasti solidi.

### Accortezze
Se ci si trova nella situazione di dover preparare più cocktail shakerati sarebbe bene utilizzare almeno due shaker, uno per i drink che contengono ingredienti dai sapori più marcati, l'altro per quelli più delicati. Questo è consigliabile per non trasferire tracce di sapori troppo forti a quei drink il cui gusto potrebbe esserne modificato. Per lo stesso motivo è consigliabile sciacquare sempre lo shaker, o qualsiasi altro utensile, tra la preparazione di un cocktail e l'altro. Lo shaker va lavato con acqua fredda e detersivo neutro, soprattutto dopo averlo utilizzato per la preparazione di cocktail a base di uova, gelato e liquori con aroma molto forte. La maggior parte degli shaker non hanno una capienza adatta a contenere più di due cocktail alla volta.
Agitare prodotti sodati (cioè contenenti anidride carbonica) è sconsigliato: comporta una brusca apertura dello shaker, riversandone il contenuto, nonché perdendo l'effervescenza degli ingredienti stessi.

## Shaker e mixing-glass
Lo shaker e il mixing-glass sono ambedue strumenti utilizzati per la preparazione di cocktail ma hanno usi diversi a seconda degli ingredienti. La battuta di James Bond «Agitato, non mescolato» è ormai divenuta una specie di slogan.
In senso stretto i drink chiari o limpidi si mescolano di solito con il mixing-glass, mentre quelli più densi, che contengono albume, creme o succhi di frutta, devono essere shakerati. Questi drink possono essere anche mescolati in un frullatore, ma vanno comunque filtrati per eliminare pezzetti di ghiaccio o di frutta che possano compromettere la presentazione. Lo shaker dunque è usato per quei cocktail contenenti ingredienti che necessitano, data la loro consistenza, di un maggior vigore per ottenere il corretto risultato. Al contrario il mixing-glass si utilizza per i cocktail lisci i cui ingredienti (vini, distillati e liquori) non richiedono di essere agitati con forza.